# Adelphomyia punctum
Adelphomyia punctum är en tvåvingeart som först beskrevs av Johann Wilhelm Meigen 1818.  Adelphomyia punctum ingår i släktet Adelphomyia och familjen småharkrankar. Enligt den finländska rödlistan är arten sårbar i Finland. Arten är reproducerande i Sverige. Artens livsmiljö är lundskogar. Inga underarter finns listade i Catalogue of Life.